# 法爾肯巴赫河 (奧默斯巴赫河支流)
50°6′10.77″N 9°10′18.85″E / 50.1029917°N 9.1719028°E

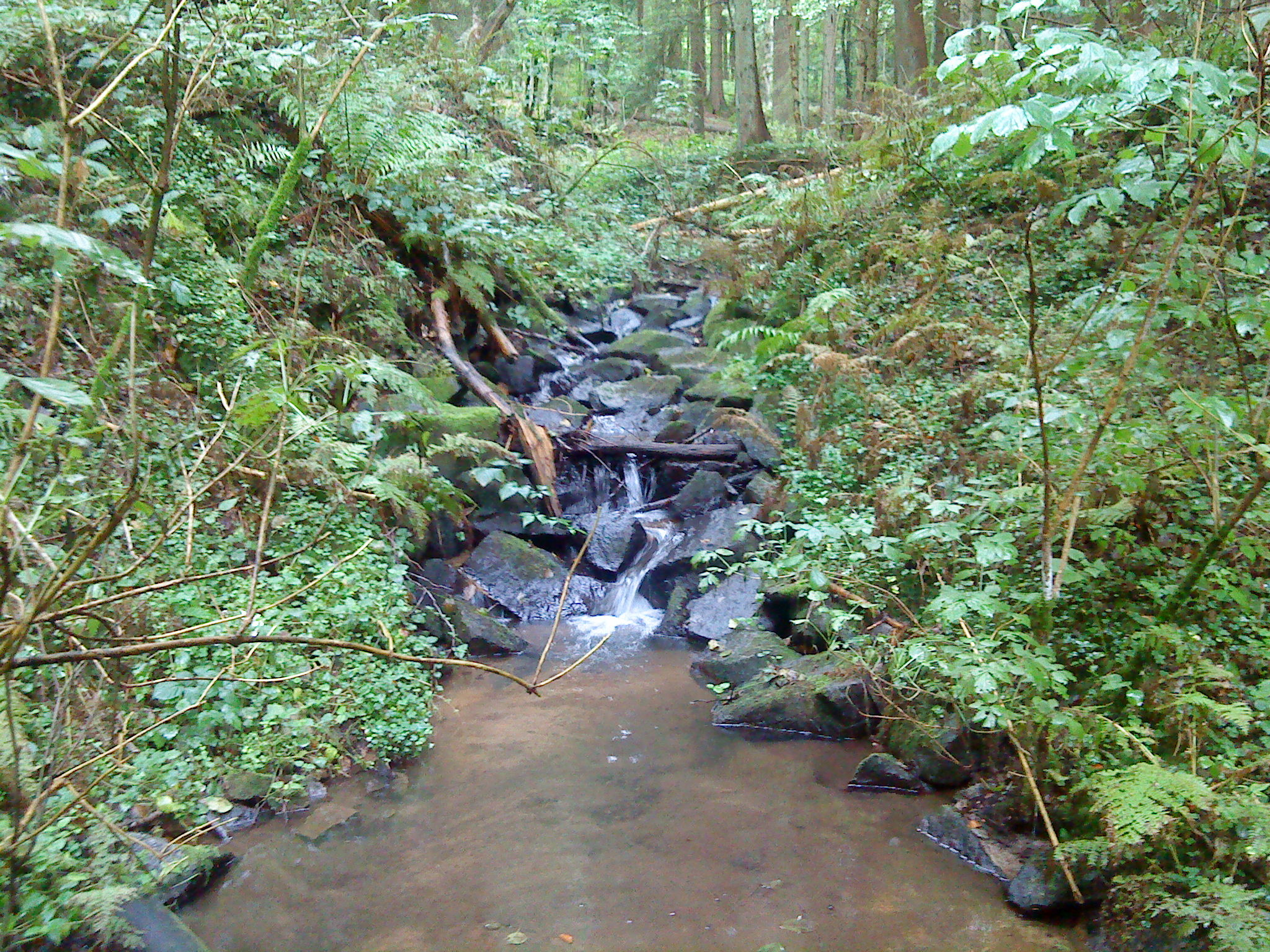
法爾肯巴赫河（奧默斯巴赫河支流）

法爾肯巴赫河（德語：Falkenbach），是德國的河流，位於該國東南部，由巴伐利亞負責管轄，屬於奧默斯巴赫河的支流，河道全長1.1公里，流域面積0.9平方公里。

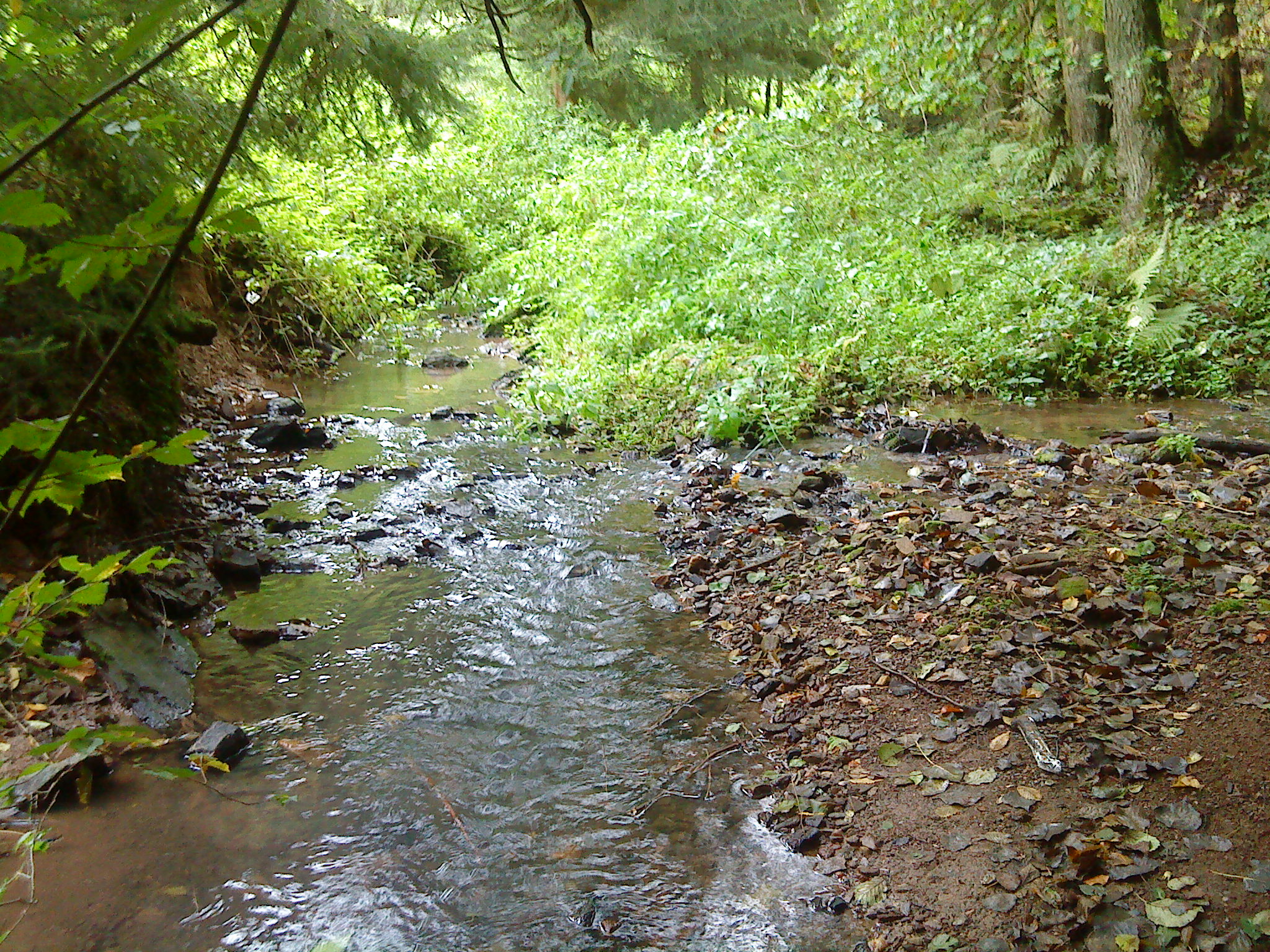
河景